# Georges Patou
Georges Patou (* 19. Jahrhundert; † 20. Jahrhundert) war ein belgischer Radrennfahrer.

## Sportliche Laufbahn
Patou war im Bahnradsport aktiv. Bei den Bahnradsport-Weltmeisterschaften 1909 in Kopenhagen gewann er beim Sieg von Leon Meredith die Bronzemedaille im Steherrennen der Amateure. 
Über seine weiteren Lebensdaten und Erfolge ist nichts bekannt.